# Курбатовское сельское поселение
Курбатовское сельское поселение — муниципальное образование в Нижнедевицком районе Воронежской области.
Административный центр — посёлок Курбатово.

## География
Курбатовское сельское поселение находится в северо-восточной части Нижнедевицкого муниципального района, расположенного на западе Воронежской области и в центре Европейской части России. Поселение имеет выгодное географическое положение. Территория Курбатовского сельского поселения граничит:
- на севере с Андреевским сельским поселением Нижнедевицкого муниципального района и Семилукским муниципальным районом;
- на востоке – с Хохольским муниципальным районом;
- на юге – с Верхнетуровским сельским поселением Нижнедевицкого муниципального района;
- на западе с Новоольшанским сельским поселением Нижнедевицкого муниципального района.

Курбатовское сельское поселение занимает территорию 1028,99 га.

## Население
| 2010  | 2012  | 2013  | 2014  | 2015  | 2016  | 2017  |
| ----- | ----- | ----- | ----- | ----- | ----- | ----- |
| 2220  | ↘2184 | ↘2147 | ↘2130 | ↘2097 | ↘2068 | ↘2060 |
| 2018  |       |       |       |       |       |       |
| ↗2089 |       |       |       |       |       |       |

## Административное деление
На территории Курбатовского поселения расположено два населенных пункта: 
- посёлок Курбатово,
- хутор Старых.

## Транспорт
По территории сельского поселения через посёлок Курбатово с востока на запад проходит ветка юго-восточной железной дороги Воронеж-Курск с размещением на ней железнодорожной станции Курбатово.
Также с востока на запад территория поселения пересекается автомобильной дорогой общего пользования регионального значения.